# Runø
Runø (estisk: Ruhnu, svensk: Runö) er en ø og kommune beliggende i Rigabugten i Østersøen, cirka 36 kilometer østnordøst for Domesnæs samt 68 kilometer fra Øsel. Øen tilhører Estland og er administrativt en del af amtet  Øsel. Der bor mindre end 100 (31. december 2021:89) indbyggere på den 11,9 km2 store ø. Før 2. verdenskrig var indbyggertallet omkring 400, og bestod næsten udelukkende af svensktalende estlandssvenskere. De første estlandssvenskere bosatte sig på Runø før 1341, og helt frem til 1944, hvor de fleste estlandssvenskere flygtede til Sverige, benyttede man stadig traditionel svensk lov på øen.
Transport til og fra Runø foregår enten via den lokale flyveplads til Pärnu eller Kuressaare, eller via en særlig charterfærge fra Ringsu havn til Munalaid på det estiske fastland.
Runø Fyr, der står på toppen af Haubjerre, det højeste punkt på øen, blev præfabrikeret i Frankrig og afsendt til Runø for videre opførsel i 1877. Runøs trækirke er opført i 1644, og er en af Estlands ældste trækonstruktioner. Kirkens tårn udført i barokstil færdiggjordes i 1755. Stenkirken ved siden af trækirken opførtes i 1912 og benyttes i dag til afholdelse af gudstjenester.
Runø er hjemsted for en sjælden race af får der kaldes for estisk runøfår (estisk: eesti maalammas). Racen består af omkring 33 individer og holdes hovedsageligt for deres uld.